# Sint-Bartholomeüskerk (Zevenbergschen Hoek)

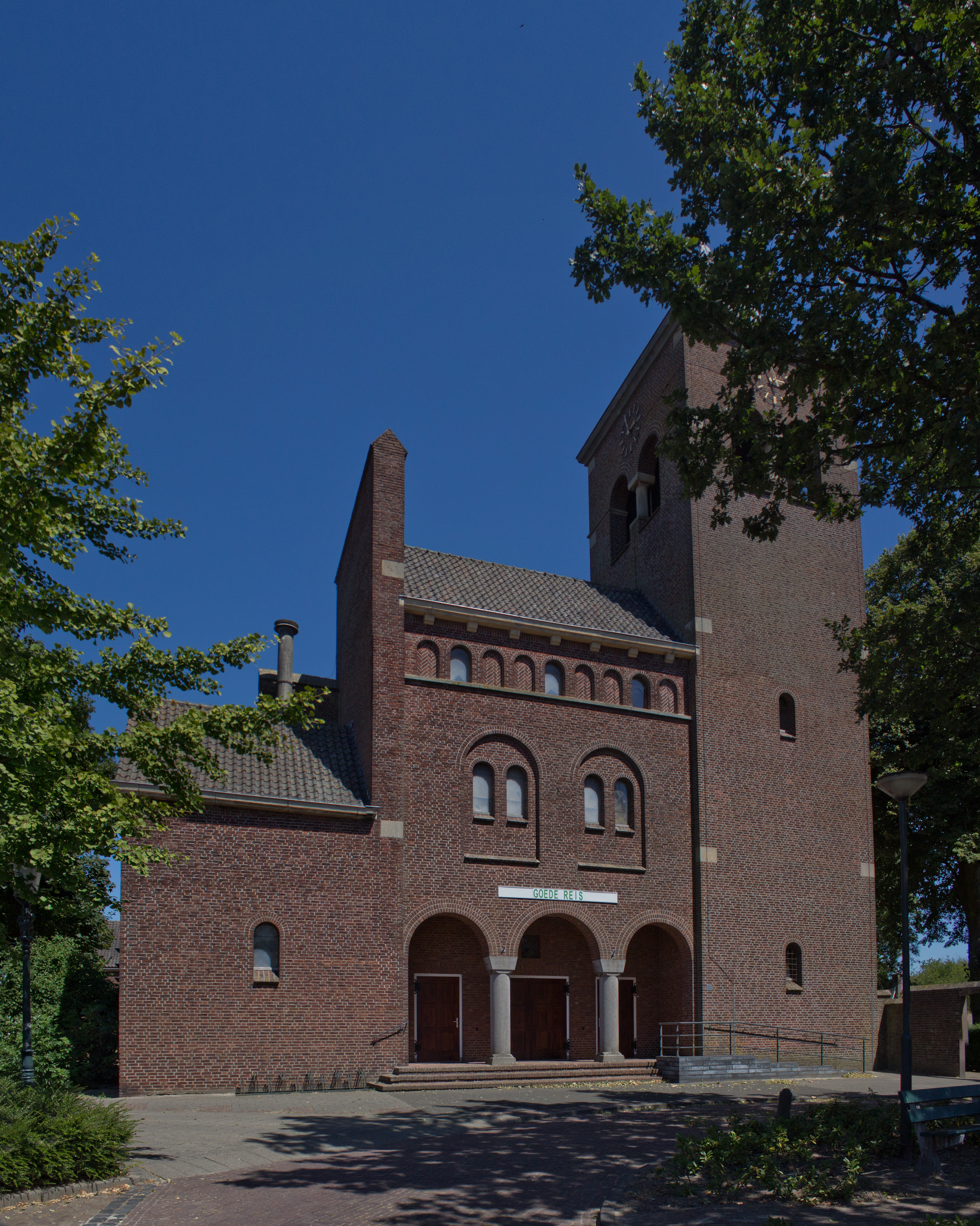
Sint-Bartholomeüskerk

De Sint-Bartholomeüskerk is een voormalige parochiekerk in de tot de Noord-Brabantse gemeente Moerdijk behorende plaats Zevenbergschen Hoek. De kerk is gelegen aan het Kerkplein 4.

## Geschiedenis
In 1804 werd een eerste Sint-Bartholomeüskerk geopend aan de Bloemendaalse Zeedijk. Deze werd in 1886 gesloopt nadat er aan het Kerkplein een nieuwe kerk werd gebouwd, naar ontwerp van Carl Weber. Dit betrof een neoromaanse kerk met twee torens en een enorme achtkante koepel, voorzien van zestien puntgeveltjes. Deze kerk werd in 1944 door oorlogsgeweld verwoest, waarna de restanten werden gesloopt.
In 1949 werd er op deze plek weer een nieuwe kerk in gebruik genomen, in de stijl van de Bossche School. In 2024 stopte men met de wekelijkse missen en werd de kerk in de verkoop gezet. In afwachting van de definitieve verkoop bleef de kerk geopend voor plechtigheden als huwelijk en begrafenis.

## Gebouw
Deze driebeukige bakstenen basilicale kerk is gebouwd in traditionalistische stijl, naar ontwerp van J. Bunnik en F. Mol. De ingangspartij bevindt zich onder het lessenaardak. Rechts van de voorgevel bevindt zich een toren. De kerk heeft neoromaanse stijlelementen.
De kerk is geklasseerd als gemeentelijk monument. 